# 監視社会
監視社会（かんししゃかい）とは、警察や軍隊などにより過剰な監視が生じた社会のことを指す。
テロ、犯罪、社会不安を防ぐことや、国家安全保障を推進し、都市の人口を管理するために必要なものとして、大量監視はしばしば利用されてきた。それと同時に、大量監視はプライバシーを侵害し、市民的・政治的権利と自由を制限し、国家を全体主義に近づけるものであることから、いくつかの法制度のもとで違法であるとしてしばしば批判されている。
47カ国を対象としたPrivacy Internationalの2007年の調査では、監視が増加し、プライバシー保護が前年と比較して低下していることが示され、うち8カ国は「風土病的監視社会」であると評価された。これら8カ国のうち、中国・マレーシア・ロシアが最も低く、次にシンガポールと英国が続き、最後は台湾・タイ・米国だった。

## 社会主義的な監視社会

### 警察による国民監視
ソビエト連邦や北朝鮮では、党や軍が一方的に国民を統制、監視しているため、監視国家といわれる。また中国は党や軍だけでなく、2億台以上もの監視カメラにて市民生活を監視し、かつスマホ情報等を収集し国民一人ひとりを格付けする監視社会といわれる。自由主義国家においても、街頭や公共施設における多くの監視カメラの設置や、警察のシンパサイザーであり市民による相互監視組織とも言える防犯ボランティアの活動など、漠然とした犯罪不安を背景とした治安意識の過剰な高まりが、監視社会化の懸念として論じられている。

### インターネット監視
中国は、国境なき記者団の2013年3月の「インターネットの敵」リストに掲載された5カ国の一つであり、「政府が積極的かつ侵入的な監視に関与していて、情報の自由と基本的人権の重大な侵害をもたらしている」と評価された。中国のすべてのインターネットアクセスは共産党によって管理され、中国の多くの外国人ジャーナリストは「電話が盗聴され、電子メールが監視されていることは当然だ」と述べている。
インターネットを監視するためのツールは「グレート・ファイアウォール」と呼ばれ、多くの技術が投入されている。また、中国では2000万台の監視カメラをつなげたネットワークである社会信用システムが運用され、法令の遵守、生活の誠実さ、政治活動などの行動に基づき市民や企業を点数でランク付けしており、時には政府にとって都合の良いような政治活動を行うことを拒否した場合にフライトや高速列車のチケットの購入が禁止される場合もあった。
インターネット監視は中国全土で普及しており、『サイバーセキュリティ法』によってすべてのSIMカードには実名の登録が必要になり、Wi-Fiホットスポットでは「居住者IDカード」(日本におけるマイナンバーカードに近い)に紐付けられた電話番号に送られるSMSを使って認証する必要がある。

## 資本主義的な監視社会

### 企業の経営手法としての相互監視
資本の企業経営手法としての監視システムは、社内各部門のプロジェクト・課題・進捗状況などをあえて公開・発表させる、更にお互いのチェック・意見交換で、部門間の競争を引き出し、迅速・多大・確実な業績を上げる手法である。
仮に、上記を「正の相互監視システム」とするならば「負の相互監視システム」とでも呼ぶべきが、社内の人・物・金の流れをあえてオープンにし、一個人に任せない手法である。使用者側は労働者に対して常に互いに「見られていること」を意識させ、もって組織内の不正・不利を容易に抑止することが可能になる。例を挙げれば、労働者のタイムカード・勤務表・スケジュールの半公開（各人のそれを互いに見られる状態にする）、資材・備品を共有スペースに置く、外回り・出張を2人1組で行わせるなどがある。

### 商業上の大量監視
デジタル革命の成果により、生活の中の多くのデータがデジタル化され保存されるようになった。しかしながら、政府や企業がこの情報を利用して、人口の大量監視を実行する可能性があるという懸念が表明されている。商業的大量監視は主に企業が著作権と契約を言い訳にユーザーに対しデータを共有するように求め、それらを政府機関や広告会社に販売、共有する。例えば、スーパーマーケットはポイントカードを発行してそれに買い物の履歴を記録し、買い物習慣を監視し、Web広告は広告を閲覧したユーザーの閲覧履歴を自動的に送信させるスクリプトを実行させ、そのデータで個人を識別しユーザーの行動を追いかけるように広告を配信する。
監視型の資本主義の中心になっているといわれるのが、GAFAである。Web2.0に続くWeb3は、技術による自由への回帰と民主化を謳いながら、実態は動員の社会に向かっていると指摘される。